# متی چرنیچ
متی چرنیچ (به اسلونیایی: Matej Černič) (متولد ۱۶ ژانویه ۱۹۸۳) بازیکن والیبال اهل ایتالیا، عضو سابق تیم ملی والیبال ایتالیا و فعلی باشگاه ماترا است. متی از اسلوونی تبارهای ایتالیا است. چرنیچ از سال ۱۹۸۸ تا ۲۰۱۳ عضو تیم ملی ایتالیا بود و در المپیک ۲۰۰۴ آتن نیز با ایتالیا به مدال نقره رسید.